# Cabo Bojador
El cabo Bojador (en árabe, رأس بوجدور ra's Būŷadūr) es un destacado cabo de la costa atlántica norteafricana, situado en la costa norte del Sahara Occidental, al sursudeste de las islas Canarias. La ciudad Bojador se encuentra en el mismo.

## Historia
El primer navegante europeo conocido que consiguió rebasarlo fue el marino portugués Gil Eanes en 1434, en su decimoquinta expedición, bajo los auspicios del príncipe Enrique el Navegante. La desaparición de muchos barcos europeos que navegaron por la zona[cita requerida] había dado lugar a mitos como el de la existencia de monstruos marinos y el de la imposibilidad de pasar el cabo Bojador hacia el sur.
La principal preocupación en los viajes de cabotaje residía en los cambios de los vientos que se producen en la zona próxima al cabo Bojador, donde comienzan a soplar fuertemente del noreste en todas las estaciones, empujando a los barcos irremisiblemente hacia el sur, sin posibilidad de retorno. Por otra parte las corrientes marinas discurren en sentido norte formando, además enormes bancos de arena de tal manera que la profundidad del mar a cinco kilómetros de la costa solo alcanza los dos metros. Ello ocasionaba que los barcos embarrancaran en dichos bancos y no consiguieran, en muchos casos, retornar.
Finalmente Gil Eanes consiguió rebasar el también llamado «cabo del Miedo» alejándose de la costa lo que le permitió seguir avanzando hacia el sur, descubriendo, además, que había vientos más favorables. Los alisios que, soplando en el sentido de las agujas del reloj, permitirían a los navegantes dirigir sus barcos de nuevo hacia el norte y regresar así a su punto de partida.
Este hecho permitió a los portugueses, a partir de 1434, abrir el camino a nuevas expediciones, primero hacia la costa occidental de África y después hasta la India. En 1455 el papa Nicolás V le concedió a Portugal mediante la bula Romanus Pontifex la propiedad exclusiva de todas las tierras y mares en las regiones que se extienden «desde los cabos de Bojador y de Não a través de toda Guinea y más allá hasta la orilla meridional».
La navegación por estas aguas fue motivo de disputa entre portugueses y castellanos hasta que, con la firma del Tratado de Alcáçovas en 1479, se acordó el reparto de los territorios descubiertos por ambos reinos en el océano Atlántico. Portugal mantuvo el control sobre sus posesiones de Guinea, Costa del Oro, Madeira, las Azores, Flores y las islas de Cabo Verde. A Castilla se le reconoció la soberanía sobre las islas Canarias. El cabo Bojador no aparece mencionado en el texto de este tratado aunque se presupone ya que antes y después las costas del Sáhara Occidental han tenido presencia de marinos y pescadores españoles.
En 1884 España declaró la zona costera al sur del cabo Bojador como un protectorado bajo su soberanía. Después de 1912 el cabo quedó totalmente en el territorio sahariano español. España se retiró en 1975, y después del Acuerdo Tripartito de Madrid, Marruecos trató de obtener el control sobre la zona, dando lugar a disputas entre Marruecos y Argelia, por reclamarlo el Frente Polisario, la organización que proclamó la República Árabe Saharaui Democrática en 1976.

### Actualidad
Actualmente en el cabo Bojador se encuentra la ciudad de Cabo Bojador. En el centro de la ciudad se asienta el faro homónimo, construido durante el protectorado español.